# Mandryl
Mandryl (Mandrillus) – rodzaj ssaków naczelnych z podrodziny koczkodanów (Cercopithecinae) w obrębie rodziny koczkodanowatych (Cercopithecidae).

## Zasięg występowania
Rodzaj obejmuje gatunki występujące na zalesionych terenach w Afryce Zachodniej.

## Morfologia
Długość ciała (bez ogona) samic 45,5–67 cm, samców 62–110 cm, długość ogona samic 5–9 cm, długość ogona samców 7–12,5 cm; masa ciała samic 6,5–13 kg, samców 14,5–33 kg.

## Systematyka
Rodzaj zdefiniował w 1824 roku niemiecki przyrodnik i lekarz Ferdinand von Ritgen w publikacji swojego autorstwa o tytule poświęconej klasyfikacji naturalnej ssaków. Ritgen nie wskazał gatunku typowego; w ramach późniejszego oznaczenia w 1939 roku amerykański zoolog Glover Morrill Allen na typ nomenklatoryczny wyznaczył mandryla barwnolicego (M. sphinx). Wcześniejsza nazwa – Papio Philippa Müllera z 1773 roku – została uznana za całkowicie nieważną na mocy uprawnień Międzynarodowej Komisji Nomenklatury Zoologicznej aby uniknąć zamieszania nomenklatorycznego.

### Etymologia
- Papio: fr. papión ‘pawian’, od hiszp. papion ‘pawian’[16]. Gatunek typowy: Müller wymienił trzy gatunki – Simia Nemestrina Linnaeus, 1766, Simia sphinx Linnaeus, 1758 i Simia apedia Linnaeus, 1758 (= Simia sciurea Linnaeus, 1758) – z których gatunkiem typowym jest Simia sphinx Linnaeus, 1758.
- Mandrillus (Mandril): fr. mandrill ‘mandryl’, hiszp. mandril ‘mandryl’, od ang. mandrill ‘pawian’, od man ‘człowiek’; drill ‘wiertło’[17].
- Mormon: gr. μορμών mormōn ‘straszydło, goblin’[18]. Gatunek typowy (absolutna tautonimia): Simia mormon Alströmer, 1766 (= Simia sphinx Linnaeus, 1758).
- Maimon: fr. nazwa Maimonet nadana przez Buffona w 1766 roku dla krótkoogoniastych małp[19].
- Drill: skrót od fr. mandrill ‘mandryl’, hiszp. mandril ‘mandryl’, od ang. mandrill ‘pawian’, od man ‘człowiek’; drill ‘wiertło’[20]. Gatunek typowy (oznaczenie monotypowe): Simia leucophaea F. Cuvier, 1807.
- Chaeropithecus: gr. χοίρος choιros ‘świnia’; πιθηκος pithēkos ‘małpa’[21]. Gatunek typowy (oznaczenie monotypowe): Simia leucophaea F. Cuvier, 1807.

### Podział systematyczny
Do rodzaju należą następujące gatunki:
| Grafika | Gatunek                | Autor i rok opisu | Nazwa zwyczajowa   | Podgatunki         | Rozmieszczenie geograficzne | Podstawowe wymiary                       | Status IUCN |
| ------- | ---------------------- | ----------------- | ------------------ | ------------------ | --- | ---------------------------------------- | ----------- |
|         | Mandrillus sphinx      | (Linnaeus, 1758)  | mandryl barwnolicy | gatunek monotypowy | od południowego Kamerunu (na południe od rzeki Sanaga) do Gwinei Równikowej, zachodnim Gabonie (na wschód od rzek Ivindo i Ogowe), południowo-zachodniego Konga (na południe do rzeki Kouilou w dół do rzeki Kongo) | DC: 55–110 cm DO: 5–10 cm MC: 11–33 kg   | VU          |
|         | Mandrillus leucophaeus | (F. Cuvier, 1807) | mandryl równikowy  | 2 podgatunki       | południowo-wschodnia Nigeria (rzeka Cross), zachodni Kamerun (na wschód do rzeki Sanaga i jej dopływu Mbam) oraz wyspa Bioko (Gwinea Równikowa)                                                                     | DC: 45–83 cm DO: 5–12,5 cm MC: 6,5–27 kg | EN          |

Kategorie IUCN:  VU  – gatunek narażony,  EN  – gatunek zagrożony. 